# World Radiocommunication Conference
De World Radiocommunication Conference (WRC) is onderdeel van de ITU en beslist op wereldniveau over toewijzing van radiofrequentiebanden aan onder andere Radioamateurs. Het WRC komt ongeveer elke 3 tot 5 jaar samen om de radiowetgeving te controleren en te wijzigen waar nodig. Voor 1993 heette de conferentie WARC (World administrative radio conference). In 1992 werden een aantal herstructureringen doorgevoerd binnen het ITU en de WARC conferenties werden de WRC conferenties.
De IARU vertegenwoordigt in de WRC de zendamateurs. Andere partijen zijn onder andere de telecommunicatiebedrijven, maar ook elektronicafabrikanten. De ITU vertegenwoordigt de overheden in de vergadering. De ITU wijst uiteindelijk de frequenties toe aan de verschillende diensten, zoals scheepvaart, luchtvaart, overheid, zendamateurs, noodverkeer enzovoort.
De toewijzing van frequentiebanden door de ITU gebeurt per administratieve regio: de wereld is in 3 delen verdeeld:
- Region 1: Europa en Rusland;
- Region 2: Noord-Amerika en Zuid-Amerika;
- Region 3: Azië (met uitzondering van Rusland) en Australië.

## Lijst van conferenties

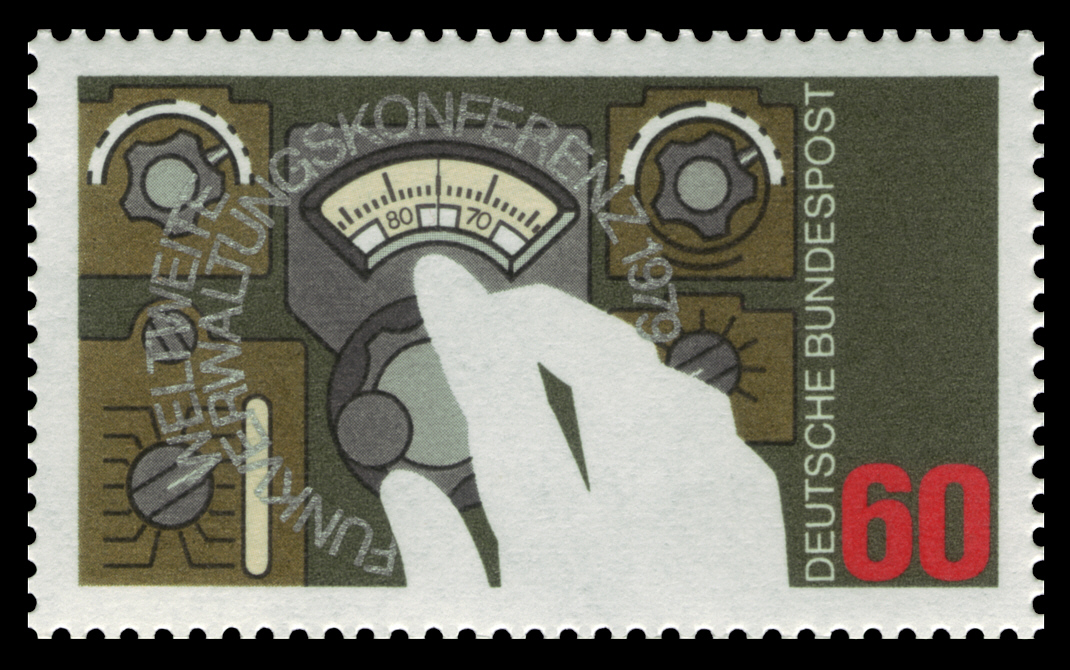
German stamp, World Radiocommunication Conference 1979 in Geneva

- World Radiocommunication Conference 2015 (Genève, Zwitserland, 2 - 27 november 2015)
- World Radiocommunication Conference 2012 (Genève, Zwitserland, 23 januari - 17 februari 2012)
- World Radiocommunication Conference 2007 (Genève, Zwitserland, 22 oktober - 16 november 2007)
- World Radiocommunication Conference 2003 (Genève, Zwitserland, 9 juni - 4 juli 2003)
- World Radiocommunication Conference 2000 (Istanboel, Turkije 8 mei - 2 juni 2000)
- World Radiocommunication Conference 1997 (Genève, Zwitserland, 27 oktober - 21 november 1997)
- World Radiocommunication Conference 1995 (Genève, Zwitserland, 23 oktober - 17 november 1995)
- World Radiocommunication Conference 1993 (Genève, Zwitserland, november 1993)